# Lustrochernes mauriesi
Lustrochernes mauriesi är en spindeldjursart som beskrevs av Jacqueline Heurtault och Rebière 1983. Lustrochernes mauriesi ingår i släktet Lustrochernes och familjen blindklokrypare. Inga underarter finns listade i Catalogue of Life.